# Ernst-August von der Wense

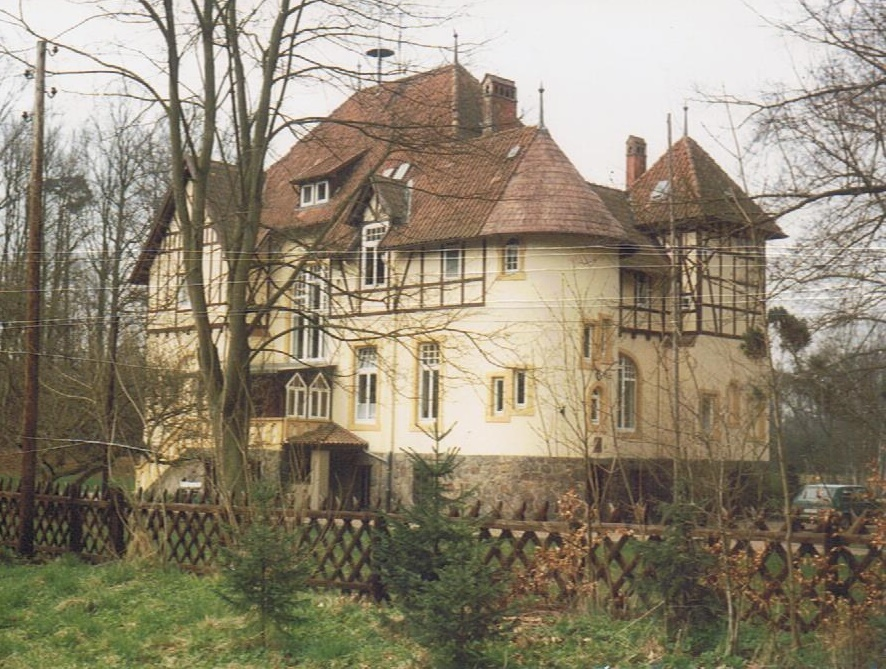
Ehemaliges Gutshaus der Familie von der Wense in der Osterheide, heute Sitz des Bundesforstamtes

Georg Ernst-August Otto Friedrich Ludwig Helmold Herbert von der Wense (* 11. Januar 1899 in Neustrelitz; † 30. Januar 1966 in Wingst-Ellerbruch) war ein deutscher  Politiker (DP). Er war Landrat im Kreis Land Hadeln und Abgeordneter im Landtag von Niedersachsen.

## Leben
Ernst-August von der Wense war der Sohn des Hilmar von der Wense, Großherzoglich mecklenburg-strelitzscher Kabinettssekretär und Kammerherr in Neustrelitz sowie Fideikommissherr auf Wense und Dorfmark, und dessen Frau Luise, geb. von Fabrice.
Von der Wense besuchte bis 1911 das Gymnasium in Neustrelitz und danach bis 1917 das Gymnasium Adolphinum in Bückeburg. Nach dem Abitur 1917 war er Soldat im Ersten Weltkrieg. Nach seiner Rückkehr studierte er bis 1922 Volks- und Forstwirtschaft an den Universitäten in München, Heidelberg und der Forstakademie Münden. 1919 wurde er Mitglied des Corps Vandalia Heidelberg.
Nach dem Studium folgte eine praktische Lehrzeit, nach der er 1924 den väterlichen Betrieb in Wense (Osterheide) übernahm. Im Zuge der Errichtung des Truppenübungsplatzes Bergen erfolgte 1936 die Umsiedlung. Sein Besitz, das Gut Wense, wurde durch die Wehrmacht übernommen, und er betrieb danach einen Forstbetrieb im Kreis Land Hadeln. Von 1939 bis 1940 war er Soldat im Zweiten Weltkrieg. Im Jahr 1945 wurde er Bürgermeister der Gemeinde Wingst und von 1948 bis 1955 war er Landrat des Kreises Land Hadeln. Von 1955 bis 1959 war er Mitglied der dritten Wahlperiode des Niedersächsischen Landtages. Ab dem 9. Mai 1955 als Mitglied der DP/CDU-Fraktion. Wense war 1955 bis 1957 Mitglied im Personalgutachterausschuss.
Er war seit 1926 verheiratet mit Mechthild Freiin von Maltzahn-Gültz (1906–1998). Das Paar hatte folgende Kinder:
- Jürgen von der Wense (1927–1997), Waldgutsbesitzer in Wingst-Ellerbruch und Vorsitzender des Hannoverschen Landesforstverbandes.
- Hilmer (* 1930)
- Irmgard (1932–1989) ⚭ 1956 mit Heinrich Graf Finck von Finckenstein (1924–2012)
- Magdalene (* 1933)
- Christian (* 1937)

Seine Schwester Mary war mit Jochen-Hilmar von Wuthenau verheiratet.